# مثبط التوبوإيزوميراز
مثبطات التوبوإيزوميراز هي مركبات كيميائية تعمل على تثبيط إنزيمات التوبوإيزوميراز (الأولى والثانية)، والتي تتحكم في التغيرات في بنية الحمض النووي عن طريق تحفيز تحلل العمود الفقري للفوسفودايستر وإعادة ربطها في خيوط الحمض النووي أثناء دورة الخلية الطبيعية.
في السنوات الأخيرة، أصبح التوبويزوميراز هدفاً شائعة للعلاج الكيميائي للسرطان. يُعتقد بأن مثبطات التوبويزوميراز يمكنها أن تمنع خطوة ليغاز الحمض النووي لدورة الخلية، مما يؤدي في نهاية المطاف إلى موت الخلايا المبرمج (الاستماتة).
يمكن أن تعمل مثبطات التوبويزوميراز أيضًا كعوامل مضادة للبكتريا. الكينولونات (بما في ذلك حمض الناليديكسيك وسيبروفلوكساسين) لها هذه الوظيفة. ترتبط الكينولونات بهذه الإنزيمات وتمنعها من تفكيك تضاعف الحمض النووي.